# Parnara monasi
Parnara monasi là một loài bướm ngày thuộc họ Hesperiidae. Nó được tìm thấy ở KwaZulu-Natal, Transvaal và Mozambique.
Sải cánh dài 30–33 mm đối với con đực.
Ấu trùng ăn Saccharum species.

## Hình ảnh

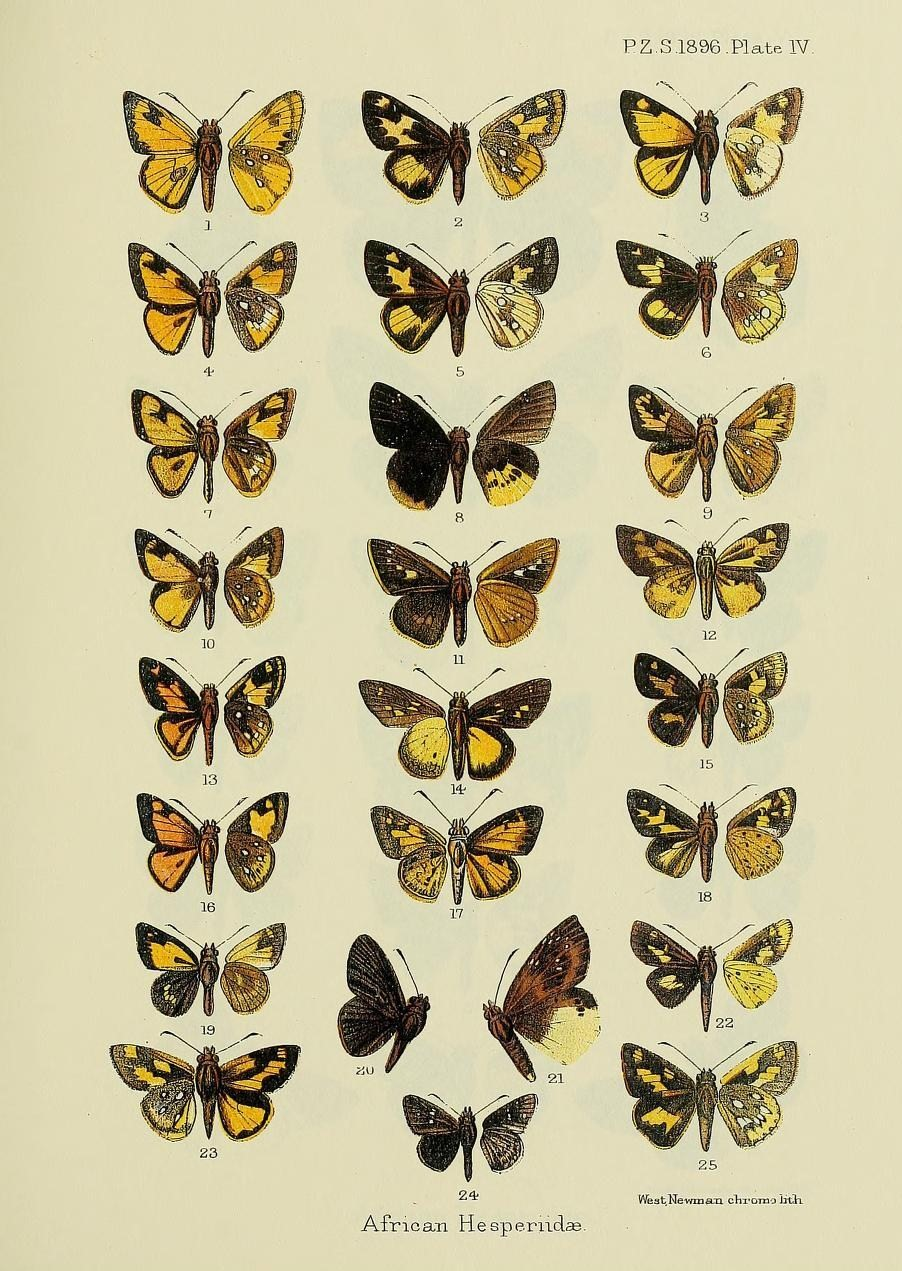
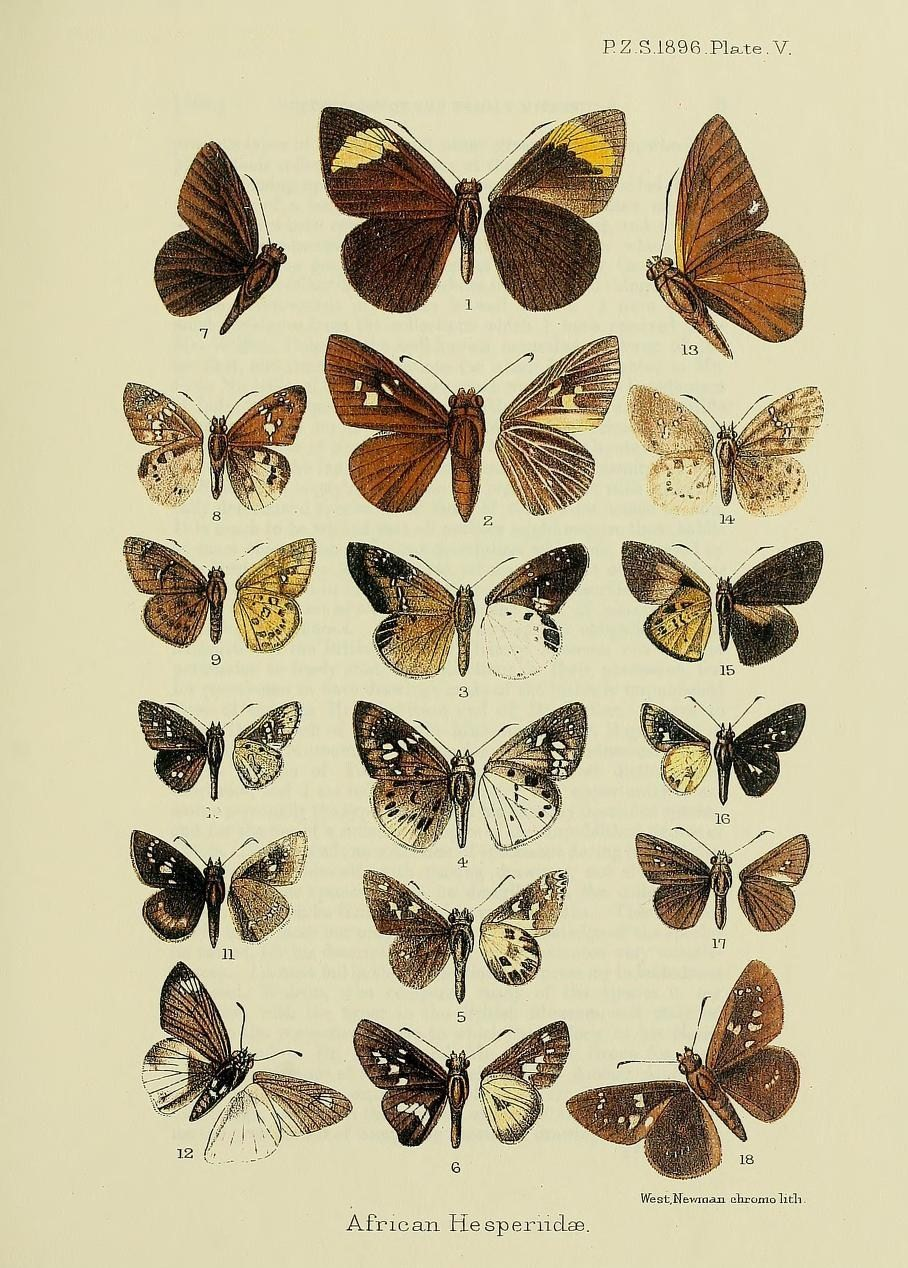